# Zvezda
Zvézda je sijoče (plinasto) nebesno telo z veliko maso. Zvezdni sij je posledica jedrskih reakcij, katerih oddano energijo ljudje vidimo kot svetlobo ali, v primeru Sonca, čutimo kot toploto. Zvezde so na videz svetleče točke na nočnem nebu, ki utripajo zaradi učinkov Zemeljskega ozračja.
V znanstvenem izrazoslovju so zvezde določene kot samogravitacijske krogle plazme v hidrostatičnem ravnovesju, ki ga ustvarja njena lastna energija s pomočjo jedrskega zlivanja.
Energija, ki jo v vesoljski prostor sevajo zvezde, je elektromagnetno sevanje (večinoma vidno svetlobo) in tok nevtrinov. Navidezna svetlost je merjena po svetlobi, ki jo oddaja kot svetla točka na nebu in izražena z navideznim sijem.
V vsakdanjem pogovoru o nebesnih telesih beseda »zvezda« ne sledi nujno prejšnji definiciji, ampak lahko pomeni tudi kako drugo svetleče astronomsko telo, npr. planete in celo meteorje (»zvezdne utrinke« ali »padajoče zvezde«). Ta telesa niso zvezde, saj jih ne vidimo zaradi njihove lastne svetlobe, temveč ker odbijajo svetlobo drugih virov. Od pravih zvezd jih lahko ločimo, ker na nebu ne migetajo. Prave zvezde navidez migetajo zaradi zemeljskega ozračja.
Sonce je edina zvezda dovolj blizu Zemlje, da jo vidimo kot večjo okroglo ploskev. Prav tako je Sonce ena redkih zvezd, ki je vidna tudi podnevi. Ostalih zvezd podnevi zaradi močnega sončevega soja praviloma ne opazimo.
Druga najbližja zvezda Zemlji je Proksima Kentavra (»Najbližja Kentavra«), ki je oddaljena 4,2 svetlobni leti. Če bi potovali do Proksime Kentavra s francoskim vlakom TGV z največjo hitrostjo 515,3 km/h, bi potrebovali do tja okoli 8,86 milijonov let. Glej tudi seznam najbližjih zvezd.
Astronomi ocenjujejo, da je v znanem Vesolju vsaj 7×1022 zvezd. To je 70.000 000.000.000.000.000.000, kar je 230 milijard krat več od 300 milijard zvezd, ki so v naši Galaksiji (Rimski cesti). Večina zvezd je starih med 1 milijardo in 10 milijardami let. Nekatere od teh zvezd so celo še starejše (13,7 milijard let), kar je po najnovejših teorijah ugotovljena starost Vesolja (glej Prapok in razvoj zvezd). Njihov obseg in velikost se razteza od majhnih nevtronskih zvezd (ki so dejansko mrtve zvezde) ne večje kot milijonsko mesto, do nadorjakinj kot je npr. Severnica (Polara) in Betelgeza v ozvezdju Oriona, katere premer je skoraj 1000-krat večji od Sonca — približno 1,6 milijard kilometrov. Vendar pa ima Betelgeza veliko manjšo gostoto kot naše Sonce. Ena izmed najbolj masivnih zvezd je Eta Gredlja (η Carinae), z maso od 100 do 150-krat večjo od Sončeve mase (2×1030 kg).
Zvezdna astronomija je raziskovanje zvezd in pojavov, ki jih ustvarjajo različne pojavne oblike in razvojne stopnje zvezd. Veliko zvezd je gravitacijsko vezanih z drugimi zvezdami in tvorijo dvojne zvezde. Večje skupine zvezd imenujemo zvezde kopice (kroglaste in razsute). Zvezde po vesoljskem prostoru niso enakomerno razporejene - zajete so v skupine zvezd (»zvezdne sestave«), ki jim rečemo galaksije. Tipično galaksijo sestavlja več sto milijard zvezd.

## Tvorba in razvoj zvezd: splošni pregled
Zvezde se rodijo v molekularnih oblakih, velikih področjih v galaksijah z veliko večjo gostoto snovi (čeprav so še vedno redkejše od vakuumskih celic, ki smo jih ljudje najprej umetno sestavili) in se oblikujejo zaradi gravitacijske nestabilnosti znotraj takšnih oblakov, ki jih povzročajo udarni valovi supernov. (Zelo masivne zvezde močno osvetlijo oblake medzvezdne molekularne snovi, iz katerih se kasneje izoblikujejo zvezde. Primer takšnih reflekcijskih (odbojnih) meglic je Orionova meglica.)
Zvezde preživijo približno 90 % svojega življenjskega obdobja (ko svetijo svetlobo), na glavnem nizu, kar pomeni da se v jedrih teh zvezd zlivajo vodikova atomska jedra v helijeva v reakcijah pod velikanskim tlakom v samem središču teh zvezd.
Majhne zvezde (imenovane tudi rdeče pritlikavke) porabijo svoje gorivo zelo počasi, v 10 do 100 milijardah let, kar je več kot starost našega Vesolja. Na koncu svojih življenj počasi opešajo, se sesedejo in postanejo črne pritlikavke.
Ko povprečna zvezda porabi svojo zalogo vodika, se njene zunanje plasti močno razširijo in ohladijo in tako oblikujejo rdečo orjakinjo. (Čez približno 5 milijard let, ko bo Sonce postalo rdeča orjakinja, bo obseglo Merkur in Venero, zaradi oslabitve gravitacijskega polja pa se zna zgoditi, da se bodo tirnice nekaterih, če že ne vseh planetov močno povečale, in tako jih Sonce ne bo zaobjelo.) Ko samo jedro take orjakinje postane dovolj vroče, da se začne zlivanje helijevih jeder v še težja atomska jedra, se zvezda segreje in skrči. (Večje zvezde torej zlivajo težje elemente, vse do železa.)
Zvezde, ki so po velikosti povprečne, potem postanejo nove. V medzvezdni prostor odvržejo velikanske oblake težjih elementov in plinov in tako nastanejo planetarne meglice. Naslednje generacije zvezd imajo zato večjo koncentracijo težjih elementov. Samo jedro, ki bo preostalo, bo majhna krogla degenerirane snovi in ne bo dovolj masivna, da bi steklo še nadaljnje zlivanje s pomočjo le degeneracijskega tlaka. Takšne zvezde imenujemo bele pritlikavke. Te se kasneje, po neznansko dolgih časovnih obdobjih, sesedejo v črne pritlikavke.
V večjih zvezdah se zlivanje jeder nadaljuje, ko samo gravitacijsko sesedanje zvezde (zvezdinega jedra) konča življenje zvezde in ta zato eksplodira kot supernova. To je edini kozmični potek, ki se zgodi v obdobju življenja enega samega človeka, in jih torej astronomi lahko v živo preučujejo, raziskujejo in opazujejo. Ta opazovanja so lahko v pomoč pri ugotavljanju dosedanjega in nadaljnjega razvoja Vesolja. Pred razvojem moderne astronomije so supernove imeli za »nove zvezde«, saj pred eksplozijo zvezda ni bila opazna. Večino snovi v zvezdi odpihne stran od njenega preostanka v eksploziji (tvorijo se meglice, kot je npr. Rakovica). Kar preostane, se sesede v nevtronsko zvezdo (v pulzar ali izbruh žarkov gama), oziroma v primeru še večjih in bolj masivnih zvezd v črne luknje, katerih trenutni zakoni fizike ne znajo v celoti pojasniti.
Zunanje zvezdine plasti, ki jih zvezda izvrže, vsebujejo tudi težje elemente, ki se pogosto pretvorijo v nove zvezde in planete. Udarni valovi eksplozij supernov in močan zvezdni veter velikanskih zvezd igrajo pomembno vlogo v izoblikovanju medzvezdnega prostora. Razvoj zvezd nam v vseh podrobnostih pove, kako so zvezde nastale in kako končajo obdobje, ko prenehajo svetiti, ter da se vsa snov in z njo povezana energija pretvarja iz ene oblike v drugo.

## Razvoj zvezd: podrobnejši pregled
V astronomiji je razvoj zvezd niz sprememb, ki jih zvezda med svojo »življenjsko potjo« preživi, med milijoni ali milijardami leti, ko oddaja v medzvezdni prostor elektromagnetno valovanje. Med tem časom se zvezda korenito spremeni. Razvoja zvezd ne moremo proučevati z opazovanjem cikla ene same zvezde, temveč z opazovanjem številnih zvezd na različnih točkah svojega »življenjskega cikla«, in z uporabo računalniških simulacij, ki simulirajo zgradbo zvezde.

### Nastanek
Večinski delež zvezd je nastal na zgodnji stopnji razvoja Vesolja - pred približno 10 milijardami let. Zvezde se tvorijo še danes. Tipičen nastanek zvezde poteka po tem vzorcu:
1. Izhodiščna točka je velikanski molekularni medzvezdni plinski oblak, ki je sestavljen pretežno iz vodika, in se zaradi lastne teže in gravitacije seseda sam vase. To se zgodi, ko težnost prevlada nad plinskim protitlakom in je s tem izpolnjen Jeansov kriterij. Katalizator tega procesa je lahko udarni val bliže ležeče supernove, gostotni valovi v medzvezdni snovi ali sevalni tlak pravkar nastale mlade zvezde.
2. Zaradi še nadaljnjega krčenja oblaka medzvezdne snovi nastanejo posamezne globule, iz katerih se kasneje razvije zvezda: pri tem zvezde le redkokdaj nastanejo posamezno, temveč po navadi v skupinah.
3. Pri nadaljnjem krčenju globul narašča gostota in zaradi sproščene gravitacijske energije tudi temperatura. Prvotno sesedanje se zaustavi in zvezda doseže dinamično ravnovesje, ko oblak snovi v barvno-svetlostnem diagramu doseže t. i. Hajašijevo črto, ki omejuje področje, znotraj katere lahko obstajajo stabilne zvezde. Potem se zvezda v barvno-svetlostnem diagramu premika naprej, vzdolž Hajašijeve črte, preden se premakne do glavnega niza, kjer se začne zlivanje vodika v helij, preko Bethe-Weizsäckerjevega cikla ali reakcije proton-proton. Kot posledica vrtilne količine globul se tvori disk snovi, ki obkroža mlado zvezdo, in iz katerega še naprej zbira maso (akrecija). Iz tega akrecijskega diska se lahko razvije ali planetni sistem s planeti zunaj Osončja ali še druga komponenta dvozvezdja. Te stopnje razvoja do sedaj še ne razumemo dovolj dobro in ne znamo pojasniti. Iz nivoja diska nastane ekliptika (navidezna črta, po kateri se navidezno pomika Sonce na našem nebu). Pri akreciji se iz diska tvorita v obe polarni smeri zvezde curka snovi, ki lahko dosežeta tudi dolžino 10 svetlobnih let.

Odvisno od mase se tukaj odcepijo tri poti možnega razvoja:
- Zvezde z več kot 60 Sončevimi masami zaradi akrecijskega procesa sploh ne morejo nastati, ker že v akrecijski stopnji proizvajajo tako zelo močne zvezdne vetrove, da bi izguba mase presegla delež akrecijskega diska. Zvezde te velikosti, kot npr. modri potepuhi (angleško blue stragglers), nastanejo predvidoma zaradi zvezdnih trkov.
- Masivne in s tem vroče zvezde z več kot 8 Sončevimi masami se krčijo sorazmerno hitro. Po zagonu jedrske fuzije žene sevanje, bogato z ultravijolično svetlobo, obdajajoče globule hitro narazen in zvezda ne akrecira dodatne mase. Zaradi tega se te zvezde zelo hitro prebijejo do glavnega niza v H-R diagramu.
- Zvezde s približno 3 do 8 Sončevimi masami preidejo stopnjo, v kateri so zvezde imenovane Herbig–Ae/Be zvezde. Na tej stopnji razvoja se zvezda že nahaja na glavnemu nizu, a naprej še nekaj časa akrecira snov.
- Manj masivne zvezde (npr. Sonce) ostanejo po steku fuzije še nekaj časa vpete v globule in še naprej akrecirajo maso. V tem času jih prepoznamo samo v infrardečem predelu spektra. Medtem, ko se približujejo glavnemu nizu, preidejo stopnjo razvoja zvezd T Bika.
- Telesa pod 0,08 Sončeve mase, s približno 80 Jupitrovimi masami, ne dosežejo zadostne temperature, da bi stekla fuzija. To so rjave pritlikavke, ki glede na lastno maso spadajo med plinaste planete in zvezde, kratkoročno pa lahko pridobivajo majhne količine energije iz fuzije devterija, preden se ohladijo. Kljub temu jih ne prištevamo k zvezdam.

Iz ene globule lahko nastane tako dvozvezdje ali večplanetarni sistem posamezne zvezde. Ko se zvezde tvorijo v skupinah, lahko tudi zvezde, ki niso nastale ob istem času, tvorijo dvozvezdje ali večzvezdje. Ocenjujejo, da je približno 2/3 vseh zvezd del dvozvezdja ali večzvezdja.
V zgodnji stopnji Vesolja sta bila na razpolago kot jedrsko gorivo le vodik in helij. Te zvezde štejemo kot zvezde populacije I. Najdemo jih predvsem v haloju naše Galaksije. Zvezde, ki so nastale kasneje, imajo že na začetku večji delež težjih elementov, ki so nastali v prejšnjih generacijah zvezd preko jedrske fuzije, in so preko eksplozij supernov spet prešli v medzvezdno snov. Sem spada večina zvezd v galaktičnem pasu. Označujemo jih kot zvezde populacije II.
Primer za dejavno področje neba, kjer se tvorijo nove zvezde je NGC 3603 v ozvezdju Gredlja (Carina) na oddaljenosti 20 000 svetlobnih let. Procese rojevanja zvezd opazujejo v infrardečem in rentgenskem področju elektromagnetnega spektra, ker so te zvezde obdane z ovojnico prahu ki ostalo žarčenje absorbira. Pri tem uporabljajo satelite, npr. Rentgenski observatorij Chandra (CXO).
V začetku je samo velikanski molekularni oblak medzvezdne snovi. Večina prostora znotraj galaksije dejansko vsebuje okrog 0,1 do 1 atomskih delcev na cm3 (znotraj velikanskega molekularnega oblaka, katerega tipična gostota je 100 atomskih delcev na cm3, v primerjavi s 100.000 v dobrem umetnem vakuumskem prostoru na Zemlji). Navkljub takšni mali gostoti vsak orjaški molekularni oblak vsebuje 100.000 do 10.000.000 krat več mase kot naše Sonce in merijo od 50 do 300 svetlobnih let v premeru. Oblak je stabilen, ker so molekule v njem preveč narazen, da bi jih lahko gravitacija približala. Ni še znano, katera sila bi stisnila oblak in ga preoblikovala v protozvezdo. Nekateri pravijo, da naj bi to povzročili udarni valovi supernov, ki so pred milijoni leti eksplodirale v naši zvezdni bližini. Podobno kakor zvočni valovi potujejo skozi zrak in tvorijo vozle (zgostitve) snovi, katerih jedra imajo večjo povprečno gostoto. Ko gostota doseže 100.000 atomov/cm3 gravitacijska sila prevlada, in se področje začne sesedati v protozvezdo (vsako gosto jedro lahko kjerkoli tvori protozvezdo, ki jih je lahko od 10 do tisoč). Atomi pridobijo na hitrosti, ko padajo proti središču te zgostitve, kar povzroči, da se protozvezda segreva (vročina je določena kot gibanje delcev), in začne šibko svetiti v infrardečem delu spektra ter vrteti okoli svoje osi (kot se npr. vrti drsalec na ledu, ko k sebi potegne roke). Protozvezde lahko zaznamo v Bokovih globulah (Boc globule). V nekaterih protozvezdah sesedanje prepreči le izvor energije; to so rjave pritlikavke, ki umirajo zelo počasi, v razponu nekaj 100 milijard let. Če je protozvezda dovolj masivna, z maso 1/10 Sončeve mase, se še naprej segreva zaradi gravitacijskega krčenja, dokler v njeni sredici temperatura ne doseže 15 milijonov K, kar elektrone odstrani od njihovih atomov in ustvari plazmo. Sesedanje se nadaljuje in ko je hitrost atomskih jeder dovolj visoka, da prevlada nad gravitacijskim krčenjem, se pojavi jedrsko zlivanje vodika v helij: v nizu reakcij proton-proton ali z ogljik-dušik-kisikovim ciklom. Če se to zgodi, to da zadostno energijo, ki vzpostavi v zvezdi termično hidrostatično ravnovesje, ki zaradi sproščenega sevanja še bolj segreje snov okoli protozvezde, to uravnovesi gravitacijo in sevalni tlak ter s tem prepreči, da bi se zvezda še naprej sesedala. Ko eneregija doseže zunanje plasti, začne oddaljati v medzvezdni prostor elektromagnetno sevanje, del katerega je tudi vidna svetloba.

### Glavni niz
Nadaljnji potek razvoja zvezde v največjem delu določa masa, ki jo je zvezda imela na začetku. Večja kot je masa ene zvezde, tem krajše je obdobje, ko potekajo jedrske reakcije. Najbolj masivne zvezde porabijo vse svoje razpoložljivo gorivo v nekaj 100.000 letih. Njihov izsev pri tem presega Sončev izsev za nekaj 10 krat do vsega nekaj milijonov izsevov Sonca. Sonce je v 5 milijardah letih porabilo približno polovico svojega goriva. Manj masivne rdeče pritlikavke se razvijajo še občutno počasneje. Ker je celotno Vesolje staro približno 14 milijard let, še ni nobena manj masivna zvezda zapustila glavnega niza (oziroma se napihnila in postala podorjakinja). Poleg same mase zvezde ima velik pomen tudi delež težjih elementov. Poleg vpliva na trajanje fuzije določa tudi ali se npr. lahko tvori magnetno polje ali kako močan bo zvezdni veter, ki lahko vodi do občutne izgube mase med razvojem zvezde. Naslednji razvojni scenariji se nanašajo na zvezde z vsebnostjo elementov, kot ga ima naše Sonce in večina zvezd v disku naše Galaksije. Npr. v Magellanovih oblakih, dveh pritlikavih galaksijah v soseščini naše galaksije, imajo zvezde občutno manjše vsebnosti težjih elementov. Zvezde prebijejo večino svojega časa na stopnji glavnega niza, težje zvezde levo zgoraj v barvno-svetlostnemu diagramu, lažje pa so desno spodaj. Med stopnjo glavnega niza postanejo zvezde večje in se premaknejo v smeri proti rdečim orjakinjam. Jedrska fuzija vodika v helij se pri tem dogaja v sami sredici zvezde, ki zavzema le nekaj odstotkov celotne prostornine zvezde, a kljub temu vsebuje polovico zvezdine mase. Temperatura tam znaša preko 10 milijonov K. Tam se kopičijo tudi produkti jedrskega zlivanja. Prenos energije na zvezdino površje traja več 100 000 let. Pri tem si pomaga s prenosom sevanja, toplotnimi tokovi ali preko konvekcije. Področje, ki sevanje odda v vesoljski prostor, imenujemo zvezdina atmosfera. Njena temperatura znaša od 2.500 (pri rdečih pritlikavkah) do 100.000 K (pri belih pritlkavkah).
Nove zvezde so različnih velikosti in barv. Imajo razpon od modrih (vročih) do rdečih (hladnejših). Velikost zvezd se razteza od manjših, od polovice Sončevega premera (in maso nad 0,08 Sončeve mase) do zvezd, ki imajo tudi nad 1000-kratne premere Sonca (največja do sedaj odkrita je velika 1742 premerov Sonca) in tistih najbolj masivnih, ki imajo maso tudi do 155 Sončevih mas (čeprav nekateri to mejo postavljajo tudi do 440 Sončevih mas). Svetlost in barva zvezde sta odvisna od njihove površinske temperature (efektivne temperature površja), kar je odvisno tudi od njihovih mas (Zvezde T Bika, so npr. na začetnih razvojnih stopnjah življenja). Preostanek zvezdinega obstoja bo bitka med gravitacijo zvezde, ki hoče sploščiti zvezdo, in zlivanjem atomskih jeder, kar poteka v zvezdnih jedrih, ki težijo k velikanski eksploziji. Novonastala zvezda pade na specifično stopnjo razvoja na točki zvezde z glavnega niza v H-R diagramu. Manjše, hladnejše zvezde ostanejo na glavnem nizu tudi do 100 milijard let, medtem ko supermasivne, vroče zvezde, ostanejo na tej stopnji razvoja samo milijon let ali nekaj milijonov. Zvezde srednjih velikosti, kot npr. Sonce, ostanejo na glavnem nizu nekaj milijard let. Ko zvezde porabijo večino zaloge vodika v svojih jedrih, se pomaknejo stran od zvezd glavnega niza in postanejo orjakinje ali celo nadorjakinje.

### Kasnejše razvojne stopnje zvezd
Po milijonu do nekaj milijard let, odvisno od njihove začetne mase, zvezdi začne primanjkovati vodika, ki kot gorivo vzdržuje njene reakcije. Večje in vroče zvezde porabijo zalogo vodika veliko hitreje kot hladnejše in manjše zvezde, kar drastično razporedi njihov razpon, ki ga prebijejo na stopnji razvoja zvezde z glavnega niza v nekaj milijard letih. Potem, ko v jedru zmanjka vodika, jedrski procesi v njem prenehajo. Brez sevalnega tlaka, ki ga ustvarjajo te reakcije (zlivanja atomskih jeder) začne prevladovati gravitacijska sila, zunanje plasti zvezde pa se začno sesedati in zgoščevati v samem zvezdinem jedru. Temperatura in tlak naraščata med nadaljnjim razvojem, do veliko večjih stopenj, dokler se helij ne začne zlivati v berilijeva jedra, potem ogljikova, dušikova in kisikova. Na novo ustvarjena vročina se začasno izenači z gravitacijsko silo, zunanje plasti pa se močno napihnejo; zvezda postane tudi do 100 -krat večja, kot je bila do tedaj. Zdaj postane rdeča orjakinja. Masa zvezde se ne poveča, kar pomeni, da se povprečna gostota zvezde močno zmanjša (razen v notranji sredici, kjer je gostota večja, kot je bila, dokler se je v njem zlival vodik). Kar se potem zgodi je odvisno od mase zvezde.

### Zadnje stopnje, ko poteka fuzija
Ko preneha jedrsko zlivanje vodika v helij, se zvezda začne v sredici krčiti. Ko doseže zadostno temperaturo, se začne nadaljnje zlivanje helija v ogljikovem-kisikovem in dušikovem procesu, dokler sredica ne postane sestavljena pretežno iz železa (tedaj se jedrsko zlivanje dejansko konča, saj je temperatura prevelika, da bi se to dogajalo še naprej). Zvezde se pomaknejo stran od glavnega niza, ko se preneha zlivanje vodika v sredici. Ko doseže področje ob sami sredici zadostno temperaturo in pritisk, se začne zlivanje vodika v helij v plasteh ob jedru, zaradi česar se zvezda, zaradi povečanega sevalnega tlaka, močno napihne. Nadaljnji razvoj poteka za bolj masivne zvezde in zvezde z manjšo maso povsem drugače. Pri tem prištevamo k manj masivnim zvezdam zvezde, ki imajo maso do 2,3 Sončevih mas.
- V manj masivnih zvezdah, z maso do 0,3 Sončeve mase, poteka zlivanje jeder še naprej v napihujoči ovojnici, vendar v manjši meri. Po koncu te stopnje, s t. i. zlivanjem ovojnice, zvezde popolnoma ugasnejo. Ko se postopno ohlajajo počasi prevlada gravitacijski tlak in zvezda se skrči v belo pritlikavko s premerom nekaj tisoč km, kar je približno toliko kot je velika naša Zemlja 12.000 km v polmeru. S tem sprva zelo močno narašča efektivna površinska temperatura. Pozneje se zvezde še bolj ohladijo in v končni stopnji nastanejo črne pritlikavke. Vesolje samo je staro približno 13,7 milijard let, kar je manj časa (pri številnih svetlostnih razredih, v nekaterih primerih) kolikor traja, da se zaloga goriva porabi. Teorija, ki je trenutno v veljavi, temelji na podlagi računalniških modelov. Te po navadi v njihovih jedrih zlivajo helij, kar povzroča svetle pege, te pa povzročijo nestabilno in neenakomerno reakcijo kot tudi močne zvezdne vetrove. V tem primeru zvezda ne tvori planetarne meglice, ampak preprosto izpari, in zapusti malo več snovi, kot je ima rjava pritlikavka. Zvezda, ki ima maso manj kot polovico mase Sonca, ne bo nikoli sposobna, da bi v njenem jedru potekalo zlivanje helija, četudi se v njenem jedru reakcije prenehajo. Preprosto njihov zvezdni razvoj ni dovolj masiven, da bi se v njenem jedru razvilo dovolj pritiska in temperature. Te zvezde so rdeče pritlikavke, kot npr. Proksima Kentavra, ki živijo na stotine milijard let. Ko v njihovih jedrih reakcije ne potekajo več, bodo še zmeraj šibko svetile na infrardečem in mikrovalovnem področju elektromagnetnega spektra več milijard let.
- Manj masivne zvezde z maso med 0,3 in 2,3 Sončevih mas, kot je npr. tudi naše Sonce, dosežejo z nadaljnjim krčenjem zadostno temperaturo in tlak, da steče zlivanje helija v še težje elemente. Zvezda srednje mase (po drugi oceni med 0,4 do 3,4 Sončevih mas) doseže stopnjo razvoja, ki ji pravimo rdeča orjakinja, njene zunanje plasti se še naprej razširjajo, jedro pa se še naprej krči in segreva, dokler to ni dovolj, da steče zlivanje helija v berilij in v še težje kemične elemente, kot je npr. ogljik. Atomska zgradba ogljika je preveč močna, da bi se še naprej krčila zaradi mase snovi, ki obdaja zvezdino jedro. Takrat fuzija ne more več steči. Jedro je stabilizirano in razvojni konec zvezde je blizu. S tem, ko ta proces steče, se v nekaj sekundah odigrajo dramatični procesi, pri čemer se lahko temperatura zvezde v sredici poveča tudi do 100 milijard °K in na izsev nekaj milijonov Sonc, ne da bi bilo to opazno v efektivni temperaturi površja. Ti procesi in dogajanja, ko zvezda končno doseže stabilno stanje (oziroma ravnovesje med sevalnim in gravitacijskim tlakom) so označeni kot Helijevi bliski. Pri zvezdah, ki so velikosti Sonca, ta proces traja približno eno milijardo let. Pri zlivanju helija nastanejo elementi do ogljika, še posebej do dušika in kisika. Ob tem še zmeraj, a v zelo pomanjšanem merilu poteka v sami sredici zlivanje vodika v helij. Zaradi povečanja temperature in celotnega izseva zvezde se zvezda razširi do stopnje rdeče orjakinje in nadorjakinje s tipičnimi 100 premeri Sonca (100 krat 696 000 km). Pri tem se zunanje plasti zvezde izvržejo v medzvezdni prostor in nastanejo planetarne meglice, ki imajo s planeti skupno le to, da so velike približno kot naše Osončje. Končno se zlivanje helija preneha in zvezde postanejo bele pritlikavke kot je opisano zgoraj. V samem jedru te meglice je zvezdni preostanek, ki je opredeljen kot bela pritlikavka. Nenazadnje, samo približno 20 % mase zvezde, ki jo je imela na začetku, preostane in se še naprej krči in ohlaja, dokler ni v premeru velika samo nekaj tisoč milj.
- Masivne zvezde z maso med 2,3 in 8 Sončevimi masami dosežejo po prenehanju zlivanja helija še naprej zlivanje ogljika, pri čemer nastanejo elementi do železa. Železo je v določenem smislu »zvezdni prah«, iz katerega lahko z jedrsko fisijo (jedrskim razpadanjem, kar izrabljajo jedrske elektrarne) pridobimo še nadaljnjo energijo. Zaradi zvezdnih vetrov ali ko se tvori planetarna meglica, izgubijo te zvezde velik delež svoje začetne mase. S tem padejo pod kritično mejo, ki zadostuje za eksplozijo supernove in dosežejo na koncu stanje belih pritlikavk.
- Masivne zvezde z masami nad 8 Sončevih mas zlijejo v zadnjih tisoč letih svojega življenjeskega cikla praktično vse lažje elemente v njihovem jedru do železa. Tudi te zvezde izgubijo velik del svoje začetne mase zaradi močnih zveznih vetrov v svojih zunanjih plasteh. Pri tem nastala meglica ima obliko dvodelne zgradbe, kot npr. meglica okoli zvezde Ete Gredlja (η Carinae, ki je znana tudi po največji znani masi, ki so jo pripisali zvezdam (155 Sončevih mas)). Pri tem se v sredici zvezde tvorijo lupinaste zgradbe in razporeditve, podobno kot je to pri čebuli (v sredici je železo, navzven pa si sledijo: silicij, neon, kisik, ogljik in helij), v katerih potekajo raznoliki procesi nadaljnjega zlivanja. Stanja in lastnosti snovi v teh lupinah so dramatične. Tako je npr. na primeru zvezde z maso 18 Sončevih mas, ki ima 40.000 kratni izsev Sonca in 50-kratni premer Sonca:

| gorivo za jedrsko zlivanje (npr. železo) | temperatura v milijonih K | gostota (kg/cm³) | trajanje fuzije  |
| ---------------------------------------- | ------------------------- | ---------------- | ---------------- |
| H                                        | 40                        | 0,006            | 10 milijonov let |
| He                                       | 190                       | 1,1              | 1 milijon let    |
| C                                        | 740                       | 240              | 12.000 let       |
| N                                        | 1600                      | 7400             | 12 let           |
| O                                        | 2100                      | 16.000           | 4 leta           |
| S/Si                                     | 3400                      | 50.000           | 1 teden          |
| železova sredica                         | 10.000                    | 10.000.000       | -                |

- Meja med helijevim in ogljikovim območjem je v smislu relativne temperature naraščanja gostote podobna Zemljinemu ozračju nad morsko gladino. Večinski delež mase celotne zvezde je zgoščen v jedru iz železa, ki ima premer samo približno 10.000 km. Takoj, ko ta del zvezde prekorači Chandrasekharjevo mejo, ki ima vrednost 1,44 Sončeve mase, se začne supernova tipa II. Pri tem se jedro zvezde sesede v nekaj sekundah, medtem ko sproščena energija zaradi nevtrinov in sevanja odpihne zunanje plasti zvezde in tvori razširjajoči eksplozijski oblak z udarnimi valovi. Prav takšni valovi lahko povzročijo, da se ogromni oblaki medzvezdne snovi začno sesedati in tvorijo planetarni sistem okrog ene zvezde ali pa tvorijo dvozvezdje.
- Pod katerimi pogoji kot končni rezultat supernove nastane nevtronska zvezda ali črna luknja še ni povsem znano in vsebinsko razčlenjeno. Pri tem igra bistveno vlogo masa zvezde, pomembno pa je tudi vrtenje predhodne zvezde in njeno magnetno polje, ki pri tem igrata nezanemarljivo vlogo. Pri tem, ko se jedro zvezde seseda se vrtilna količina zvezde prenese na stisnjen preostanek zvezde, ki je izredno gost in se zaradi tega vrtenje tega objekta močno pospeši. Obstajajo tudi milisekundni pulzarji (hitro vrteče se nevtronske zvezde, ki se zavrtijo v nekaj tisočinkah sekunde). Povsem možna je tudi tvorba kvarčne zvezde, katere obstoj je do sedaj le hipotetičen. Če se izbruh supernove zgodi v sistemu dvozvezdja, pri katerem poteka masni prenos od rdeče orjakinje k beli pritlikavki (izbruh supernove tipa Ia), lahko procesi zlivanja ogljikovih jeder zvezdo popolnoma raztrgajo.

## Bele pritlikavke
Bele pritlikavke so stabilne, ker je gravitacijska sila v ravnovesju z degeneracijskim tlakom zvezdinih elektronov. (To ni zmanjšano z odbijanjem elektronov, ampak je posledica Paulijevega izključitvenega načela.) Ko zvezdi ne preostane več goriva, zvezda seva preostanek energije v hladni medzvezdni prostor za nekaj milijonov let. Na koncu preostane hladna temna masa, ki ji včasih pravimo temna pritlikavka. Kakorkoli že, Vesolje ni dovolj staro, da bi takšne pritlikavke obstajale. Če masa bele pritlikavke prestopi Chandrasekharjevo mejo, potem elektronski degeneracijski tlak upade in zvezda se sesede. To povzroči, da bela pritlikavka zablešči kot supernova vrste I. Te supernove so včasih močnejše kot smrt masivne zvezde (tip supernove tipa II). Torej bele pritlikavke, masivnejše od 1,44 Sončevih mas, ne obstajajo; elektronski degeneracijski tlak ni dovolj močan in zvezda se sesede v še poznejšo stopnjo zvezdinega razvoja: nevtronsko zvezdo (ki ima maso med 1,44 in 3,00 Sončevimi masami). Če bela pritlikavka tvori dvozvezdje in sta si zvezdi zelo blizu, potem snov z večje in manj gostejše zvezde orjakinje počasi pada v akrecijski disk, ki se nabira okrog bele pritlikavke, točka, kjer se ta padajoča snov dotakne akrecijskega diska pa močno sveti rentgensko svetlobo. Če je takšne snovi dovolj, pritlikavka lahko ponovno eksplodira. Ta eksplozija se imenuje nova ali celo ponavljajoča (retro) nova.